# Спондей
Спонде́й (др.-греч. σπονδή «<культовое> возлияние») в квантитативной классической метрике — стопа, состоящая из двух долгих слогов. В квалитативной силлаботонике спондей трактуется как ямбическая стопа со сверхсхемным ударением; в такой спондеической стопе возникают два силовых ударения подряд.

## Пример
Швед, русский — колет, рубит, режет.

Бой барабанный, клики, скрежет,

Гром пушек, топот, ржанье, стон,

И смерть, и ад со всех сторон.— Александр Пушкин, «Полтава», Песнь третья, стрф.240
Данный отрывок написан четырёхстопным ямбом — однако, при ударении на слове «русский», первое односложное слово «швед» остаётся без ударения и сливается со следующим. Но на самом же деле так стихотворение не читают — делают дополнительное ударение, и ямбическая стопа превращается в спондей: швед, русский — колет, рубит, режет…
Во второй строке то же самое — делают дополнительное ударение на слове «бой», но в слове «барабанный» по правилам ямба два ударения, из коих первое отпускается. Таким образом, первая стопа вообще превращается в хорей: бой барабанный, клики, скрежет…